# Бата (міфологія)
Бата, Бат (єгипет. Bȝt) — в єгипетській міфології ім'я найдавнішого божества, яке шанували як в жіночому, так і в чоловічому образі. Бога Бата ототожнювали з биком, центром його культу було місто Каса (пізніше грец. Кінополь) столиця 17-го нома Верхнього Єгипту. Також це місто було важливим місцем вшанування бога-провідника в загробний світ — Анубіса. Анубіса та Бата зазвичай вважали братами, про що можна прочитати в казці періоду Нового царства про двох братів, яких звали Анубіс і Бата. Богиню Бат шанували в образі сістра з людською головою, коров'ячими вухами й рогами. Її вважали втіленням сузір'я Чумацький Шлях. Центром її культу було місто Хіу(грец. Діосполіс Мікра), столиця 7-го нома Верхнього Єгипту. Зв'язок її імені з цією областю зберігся в назві нома — Бат. Досить рано (у часи Нового царства) Бат була повністю ототожнена з Хатхор, богинею сусіднього міста — Іунет-та-нечерет (греко-рим. Тентіра).